# Prends l'oseille et tire-toi
Pour les articles homonymes, voir Take the Money and Run.
Pour plus de détails, voir Fiche technique et Distribution.
Prends l'oseille et tire-toi (Take the Money and Run) est une comédie de Woody Allen sortie en 1969.

## Synopsis
Enfant, Virgil Starkwell s'essaie au violoncelle mais il l'abandonne pour faire carrière dans le crime et ce malgré sa petite taille, sa timidité et ses lunettes constamment cassées par les gros durs. Il braque une banque mais se fait arrêter et envoyer en prison. Il est libéré sur parole et vit de vols de sacs à main avant de rencontrer Louise, une blanchisseuse, avec qui il aura un enfant.
Mais toujours sans le sou, il tente à nouveau de faire un braquage, n'y arrive pas et se fait renvoyer au bagne. Encore une fois, il s'échappe, attaché par des chaînes à d'autres bagnards. Il se fera définitivement arrêter en essayant de voler un vieux copain d'enfance s'avérant être un agent du FBI.

## Fiche technique
- Titre français : Prends l'oseille et tire-toi
- Titre original : Take the Money and Run
- Réalisation : Woody Allen, assisté de Walter Hill
- Scénario : Woody Allen, Mickey Rose
- Direction artistique : Fred Harpman
- Directeur de la photographie : Lester Shorr
- Montage : Paul Jordan, Ron Kalisch
- Musique : Marvin Hamlisch
- Producteur : Charles H. Joffe
- Production : Palomar Pictures
- Distribution : Cinerama Releasing Corporation
- Pays de production : États-Unis
- Langue : anglais
- Durée : 85 minutes
- Dates de sortie :
  - États-Unis : 18 août 1969
  - France : 1er juin 1972
- Affiche : René Ferracci (France)

## Distribution
- Woody Allen (VF : Guy Piérauld) : Virgil Starkwell
- Janet Margolin (vf : Michele Andre) : Louise
- Marcel Hillaire (vf : Andre Valmy) : Fritz
- Jacquelyn Hyde : miss Blair
- Lonny Chapman : Jake
- Jan Merlin : Al
- James Anderson : le gardien du bagne
- Jackson Beck : la voix du narrateur
- Howard Storm : Fred
- Mark Gordon : Vince
- Micil Murphy : Frank
- Minnow Moskowitz : Joe Agneta
- Nate Jacobson : le juge
- Grace Bauer
- Henry Leff : le père de Virgil
- Ethel Sokolow : la mère de Virgil